# Grandia cynaraphila
Grandia cynaraphila är en stekelart som först beskrevs av Ricchello 1928.  Grandia cynaraphila ingår i släktet Grandia och familjen bracksteklar. Inga underarter finns listade i Catalogue of Life.